# Kedungbadak
Kedungbadak is een bestuurslaag in het regentschap Kota Bogor van de provincie West-Java, Indonesië. Kedungbadak telt 27.381 inwoners (volkstelling 2010).